# Les Brutes dans la ville
Pour plus de détails, voir Fiche technique et Distribution.
Les Brutes dans la ville (titre original : A Town Called Bastard) est un film hispano-britannique réalisé par Robert Parrish, sorti en 1971.

## Synopsis
Des révolutionnaires mexicains massacrent les habitants d'une ville dans l'église du village, y compris le prêtre. Dix ans plus tard, une femme vient chercher l'assassin de son mari dans cette même ville, où règne la violence, et l'ombre du héros de la révolution, Aguila.

## Fiche technique
- Titre français : Les Brutes dans la ville
- Titre alternatif : Les Aventuriers de l'ouest sauvage
- Titre original : A Town Called Bastard
- Réalisation : Robert Parrish, assisté d'Irving Lerner
- Scénario : Richard Aubrey
- Photographie : Manuel Berenguer
- Montage : Bert Bates
- Musique : Waldo de los Ríos
- Producteur : Benjamin Fisz
- Sociétés de production : Benmar Productions & Zurbano Films
- Société de distribution : Scotia International
- Pays d'origine :  Royaume-Uni | Espagne
- Langue: Anglais
- Tournage : du 6 juillet 1970 à août 1970 en Espagne (à Almería et à Madrid)
- Format : Couleur — 35 mm — 2,35:1 — Son : Mono
- Genre : Comédie, Film d'action, Western
- Durée : 83 min

## Distribution
- Robert Shaw (VF : Michel Gatineau) : Le prêtre
- Stella Stevens (VF : Sylvie Deniau) : Alvira
- Martin Landau (VF : Jacques Degor) : Le colonel
- Telly Savalas (VF : Henry Djanik) : Don Carlos
- Fernando Rey : Le vieil aveugle
- Michael Craig : Paco
- Al Lettieri (VF : Roger Lumont) : La Bomba
- Aldo Sambrell : Calebra
- Dudley Sutton : Spectre
- Paloma Cela : Paloma
- Maribel Hidalgo (VF : Tamila Mesbah) : La Perla
- Cass Martin (VF : Gérard Hernandez) : Jose
- Antonio Mayans : Manuel
- Francisco Marsó : Julio

## Commentaires
- Très violent dans la suggestion et la gratuité des meurtres et des pendaisons, le film ne fait rien voir en direct.
- Le thème du mythe du héros révolutionnaire est traité avec diverses nuances : ami qui mérite la fidélité ; fascination des femmes...
- Technique du scénario qui inclut des flashbacks pour faire progresser le spectateur dans l'intelligence de l'intrigue au fur et à mesure du déroulement du film.